# Kämnärsrätt

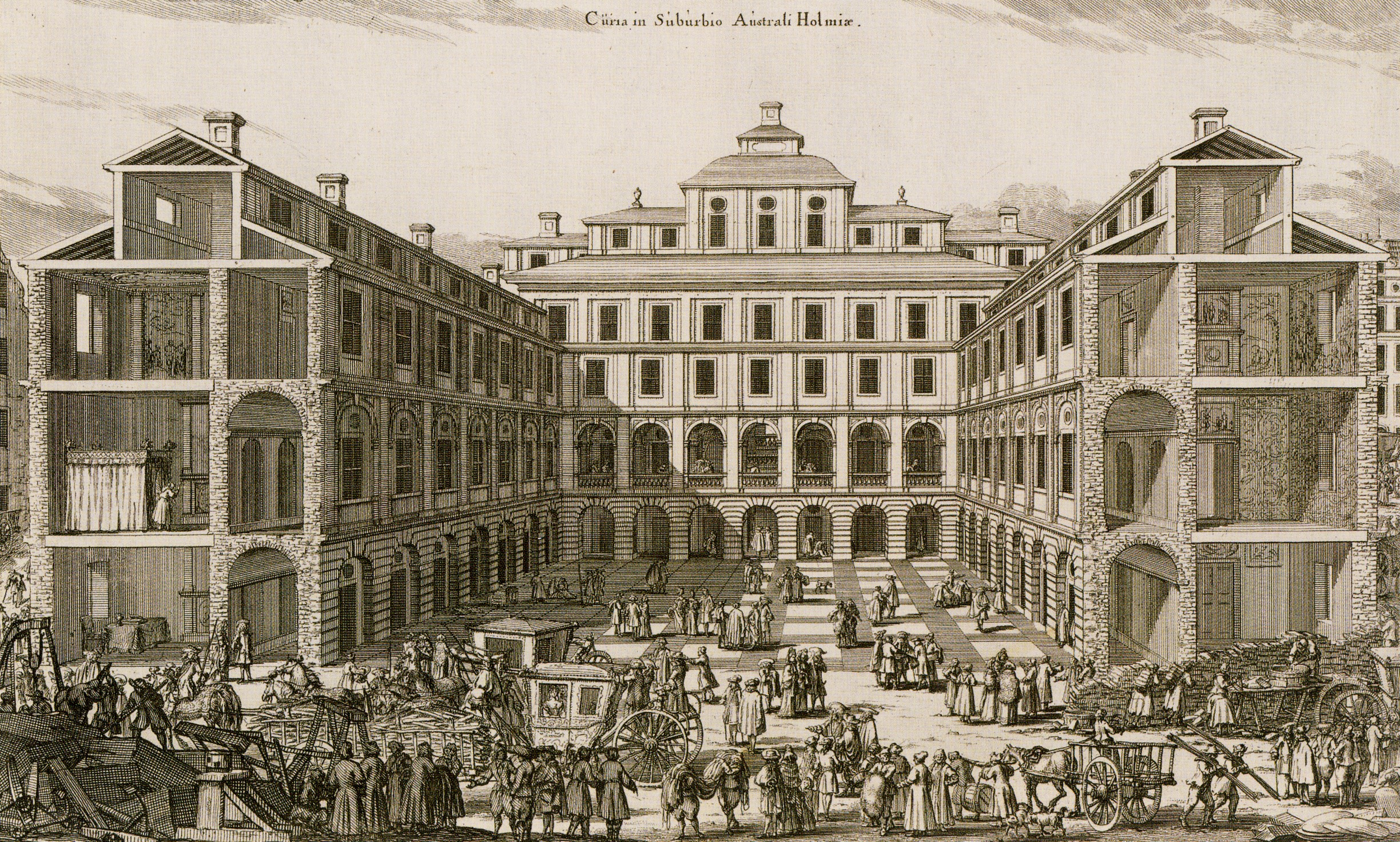
Södra kämnärsrätten i Stockholm låg i Södra stadshuset, numera Stockholms stadsmuseum, kopparstick från 1691.

Kämnärsrätt (i äldre svenska kæmenær, tyska Kämmerer, av medeltidslatin camerarius, av camera, skattkammare, kassa; således ursprungligen detsamma som kamrerare) är en numera upphävd underdomstol i Sveriges städer.

## Historik
Enligt stadslagen skulle utöver rådstuvurätten finnas även en lägre domstol ute på torget, torgrätten. Denna domstols plats blev sedermera intagen av kämnärerna, vilkas ämbete från början var att övervaka, uppbära och redovisa stadens inkomster. Under Gustav II Adolfs regering utfärdades stadsprivilegier i vilka kämnärerna upptas som utövande den lägre domsrätten inom staden. I den 1619 upprättade stadgan gällande städernas administration och uppkomst bestämdes att kämnärerna skulle vara två i varje stad. De skulle enligt denna stadga ha ett särskilt rum i rådhuset kallat kämnärsstugan. Kämnärernas ämbete sägs i stadgan vara att ta upp alla mindre saker till förhör och döma i enklare mål.
Vidare skulle kämnärerna utkräva böter och se till att staden fick in kapital och skatter i rätt tid. I 1734 års lag (Rättegångsbalken, kap. V) behölls kämnärsrätten som första instans i städerna. I kap. VI § 4, stadgades, att där kämnärsrätt inte fanns, skulle rådstuvurätten rannsaka och döma i alla de mål som annars tillhörde kämnärsrätt. Enligt en uppgift från början av 1800-talet skulle så varit fallet i åtminstone 25 städer. Kämnärsrättens befogenhet enligt 1734 års lag var att i staden rannsaka och döma alla tvister, även brottmål, där de ej efter lag eller särskilda stadgar hörde till annan rätt. Handlade målet om liv eller ära, skulle kämnärsrätten bara rannsaka, inte döma, utom i Stockholm, där kämnärsrätten även i dessa mål skulle döma och sända in domen till hovrättens granskning. 
Den 18 april 1849 vidtogs en reform av domstolsorganisationen, som sänkte antalet instanser från fyra till tre. Då upphävdes kämnärsrätterna och alla de mål som dittills hört till kämnärsrätterna, skulle omedelbart upptas av rådstuvurätten.

## Lista över kämnärsrätter i Sverige
- Stockholms Norra förstads kämnärsrätt för Norrmalm inrymd i Kastenhof
- Stockholms Södra förstads kämnärsrätt för Södermalm
- Stockholms stads kämnärsrätt
- Kämnärsrätten i Kalmar